# Caliprobola
Caliprobola is een vliegengeslacht uit de familie van de zweefvliegen (Syrphidae).

## Soorten
- C. speciosa

Juweelzweefvlieg (Rossi, 1790)